# Pomnik Trójcy Świętej w Bystrzycy Kłodzkiej
Pomnik Trójcy Świętej w Bystrzycy Kłodzkiej – pochodząca z 1736 roku barokowa grupa architektoniczno-rzeźbiarska, autorstwa Antona Jörga, stojąca na rynku w Bystrzycy Kłodzkiej. Pomnik był narzędziem propagandowym, mającym służyć umocnieniu wiary katolickiej i ideowej walce z protestantyzmem.

## Historia
Monumentalny zespół rzeźb (grupa architektoniczno-rzeźbiarska) został wykonany w roku 1736 przez pochodzącego z Kamieńca Ząbkowickiego śląskiego rzeźbiarza Antona Jörga, który zasłynął podobnym pomnikiem ustawionym na rynku w Głubczycach. Fundatorem dzieła był bystrzycki radca i podskarbi Kasper Rudolf Kleinwachter. Monument powstał, aby chronić miasto od pożarów i zarazy, która w tym czasie dziesiątkowała okoliczną ludność. W roku 1855 podskarbi Franz Tischbauer sfinansował renowację, którą przeprowadził rzeźbiarz Alex Ziliack. Kolejną renowację, połączoną z usuwaniem starych powłok olejnych i naprawą zniszczonych detali, wykonał w latach 1900–1902 rzeźbiarz Eisenberg ze Strzelina, a ostatnie tego typu prace przeprowadził Karl-Heinz Ludwig.
Decyzją wojewódzkiego konserwatora zabytków z dnia 21 marca 1950 pomnik został wpisany do rejestru zabytków ruchomych.

## Architektura
Pomnik ma wysokość około 10 metrów i w ocenie historyków sztuki jest jednym z najlepszych dzieł Antona Jörga. Inspiracją dla tej kompozycji stał się dwunasty rozdział Apokalipsy św. Jana, o czym informuje inskrypcja wykuta na podstawie pomnika. Szczyt wysokiego, zwężającego się ku górze cokołu o trzech wklęsłych bokach pokrytych ornamentem regencyjnym, zwieńczono przedstawieniem Trójcy Świętej. Poniżej ulokowano figurę Matki Bożej Wniebowziętej. Postać Marii otaczają postaci świętych Józefa, Anny i Joachima. Poniżej Marii, na niewysokiej kolumnie, stoi figura Archanioła Michała. Postument otacza bogato ornamentowana kamienna balustrada, w której narożach stoją figury świętych Floriana, Jana Nepomucena i Franciszka Ksawerego. Pomnik okolono żeliwnym ogrodzeniem. Całość jest bogato zdobiona puttami, wolutami, motywami roślinnymi i innymi detalami.
Pomnik ukazuje symbolicznie walkę Kościoła z szatanem. Jest to szczególnie widoczne w przedstawieniu Marii przezwyciężającej zło i w postaci Michała z pokonanym smokiem.
Pomnik ze względu na rozmiary i bogactwo form ma charakter monumentalny oraz cechuje się doskonałą równowagą elementów statycznych i dynamicznych. W przeszłości był efektownym narzędziem propagandy religijnej i walki z reformacją.

## Galeria

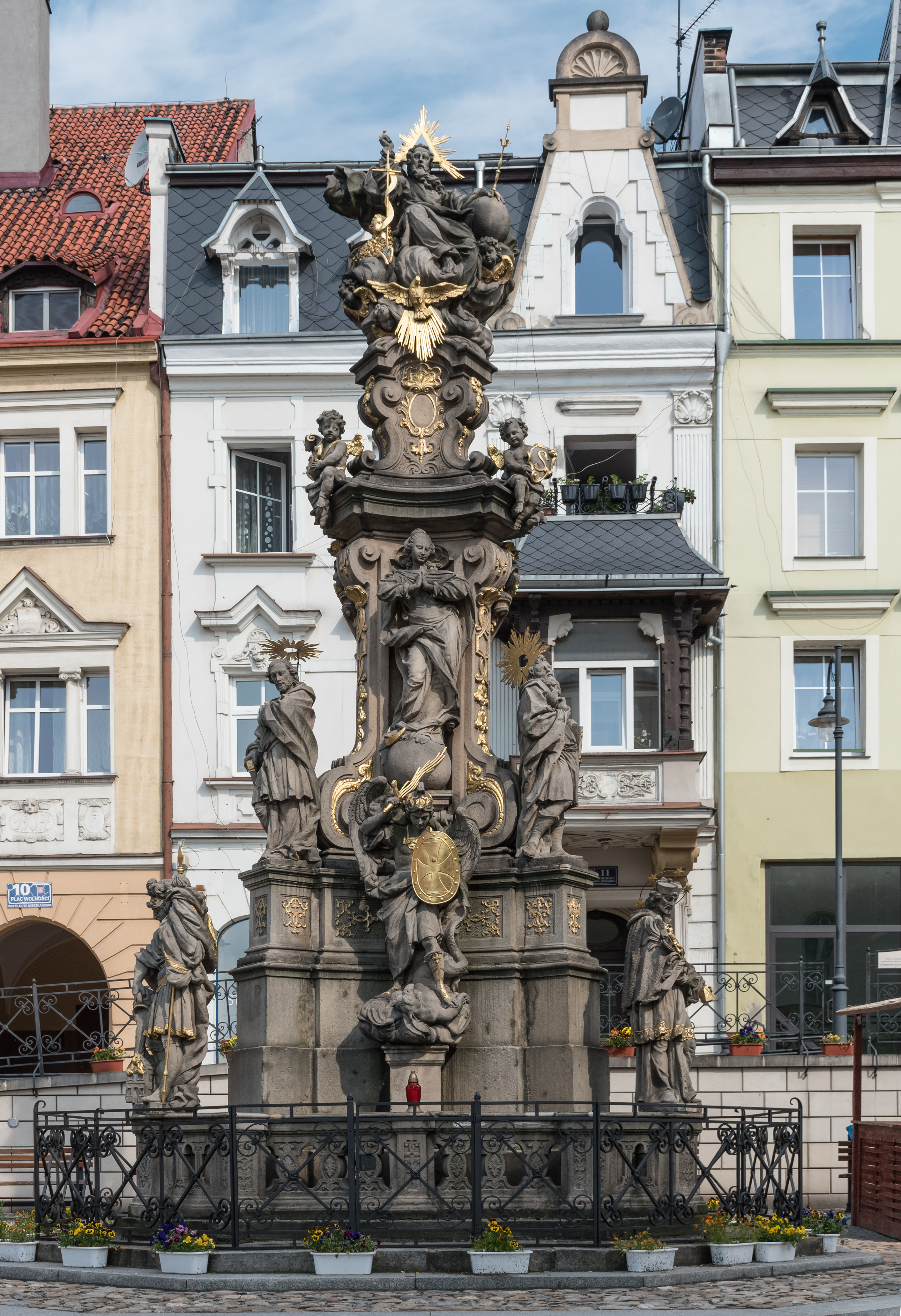
Cały pomnik
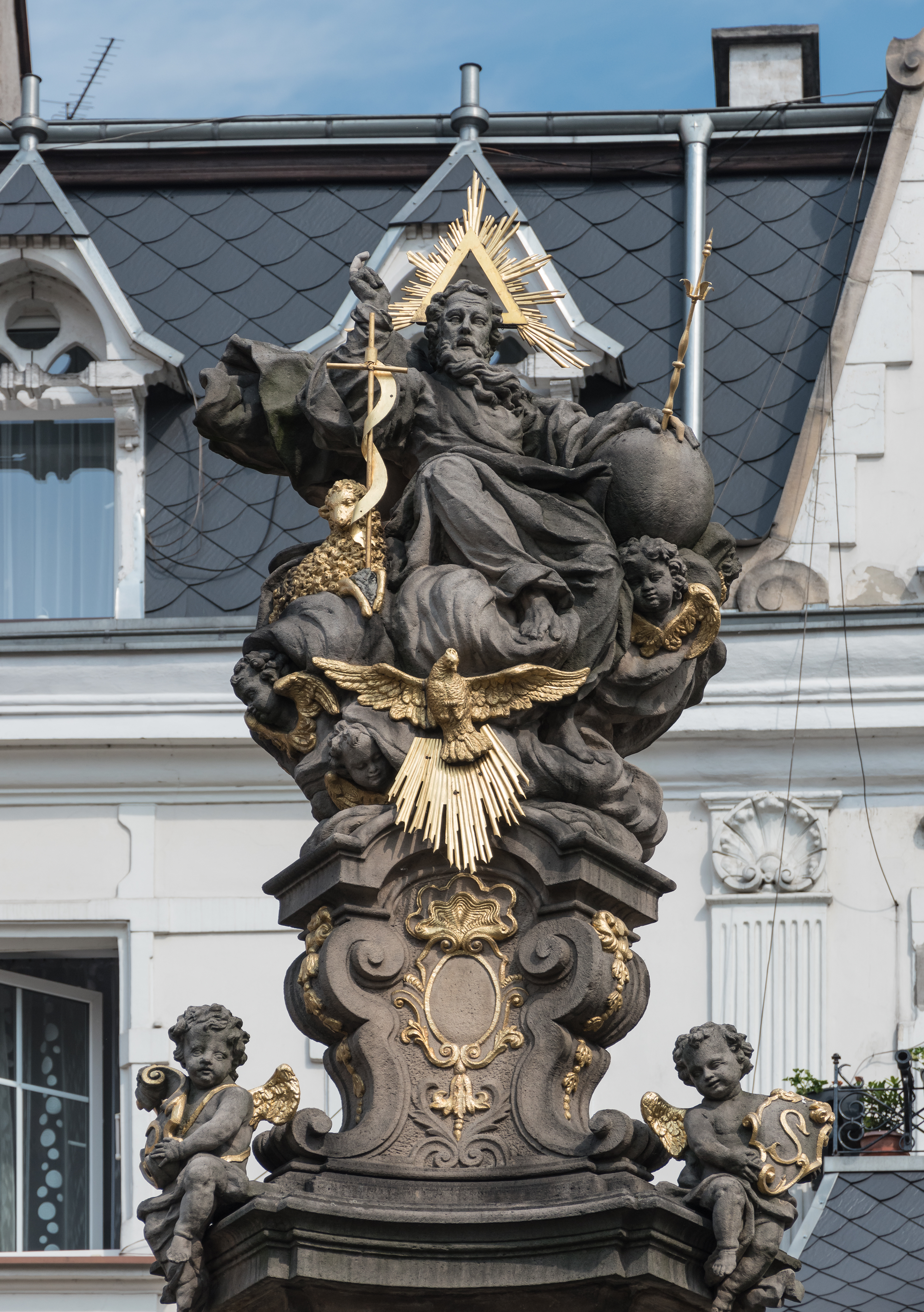
Trójca Święta
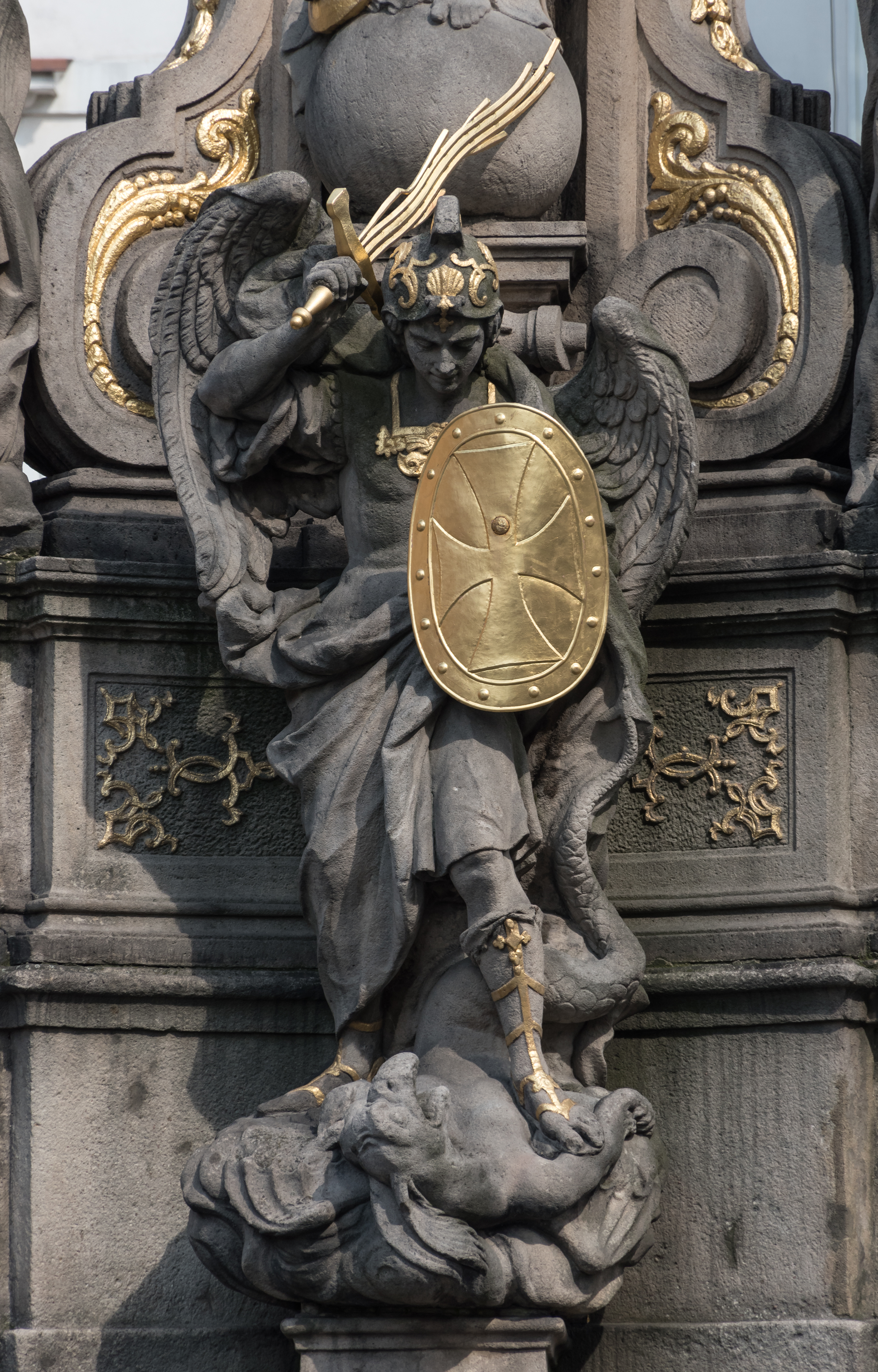
Archanioł Michał
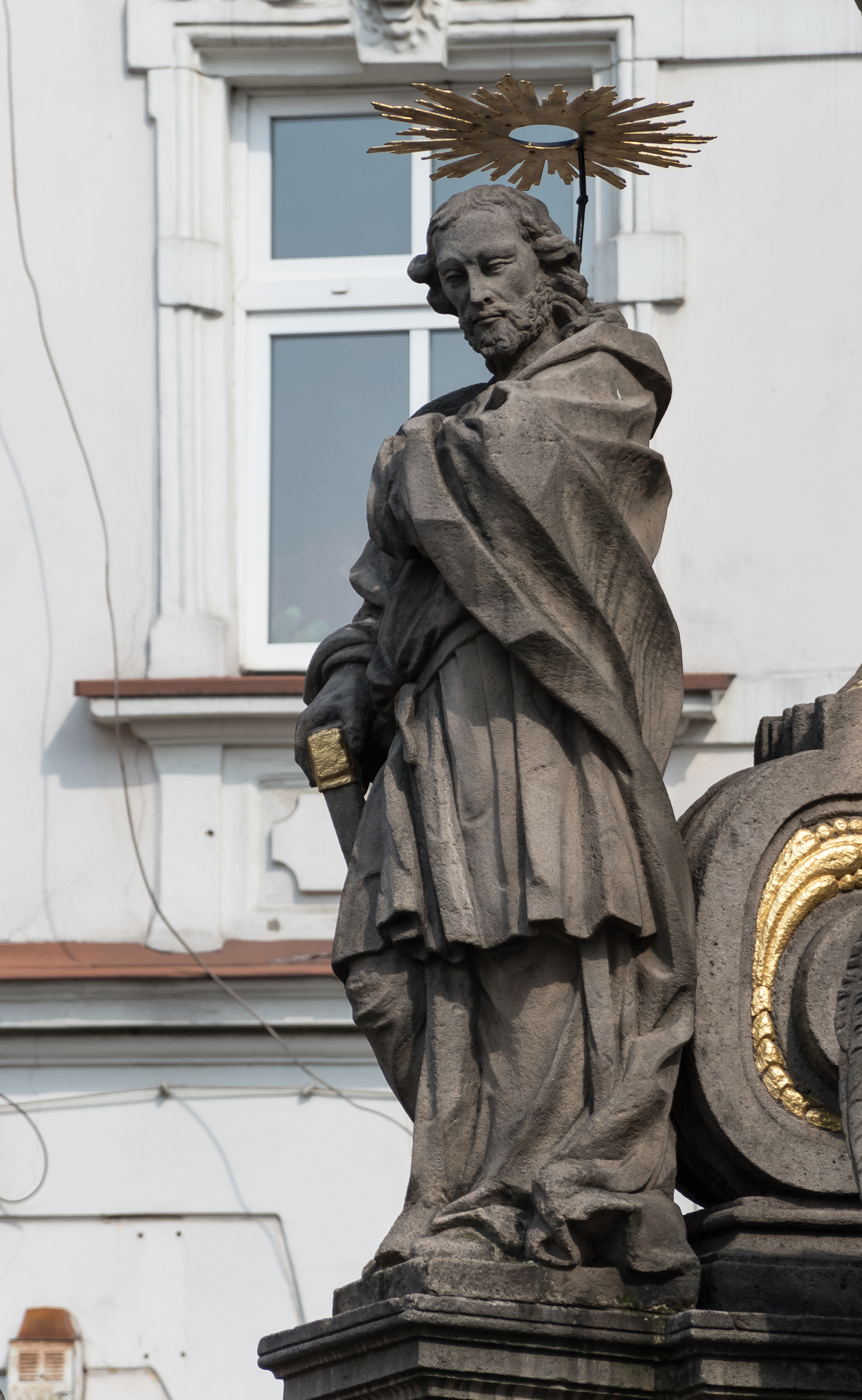
Święty Józef
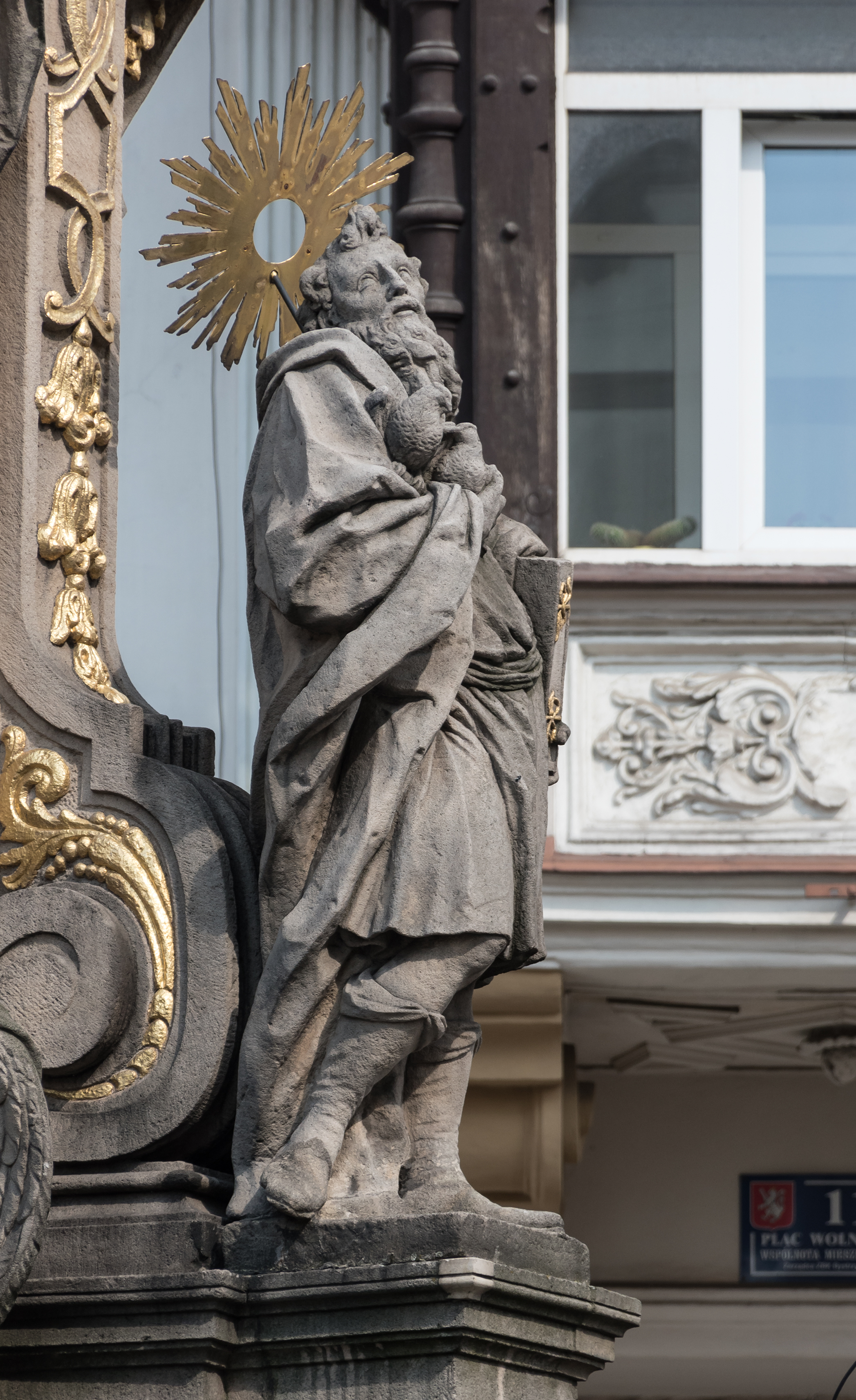
Święty Joachim
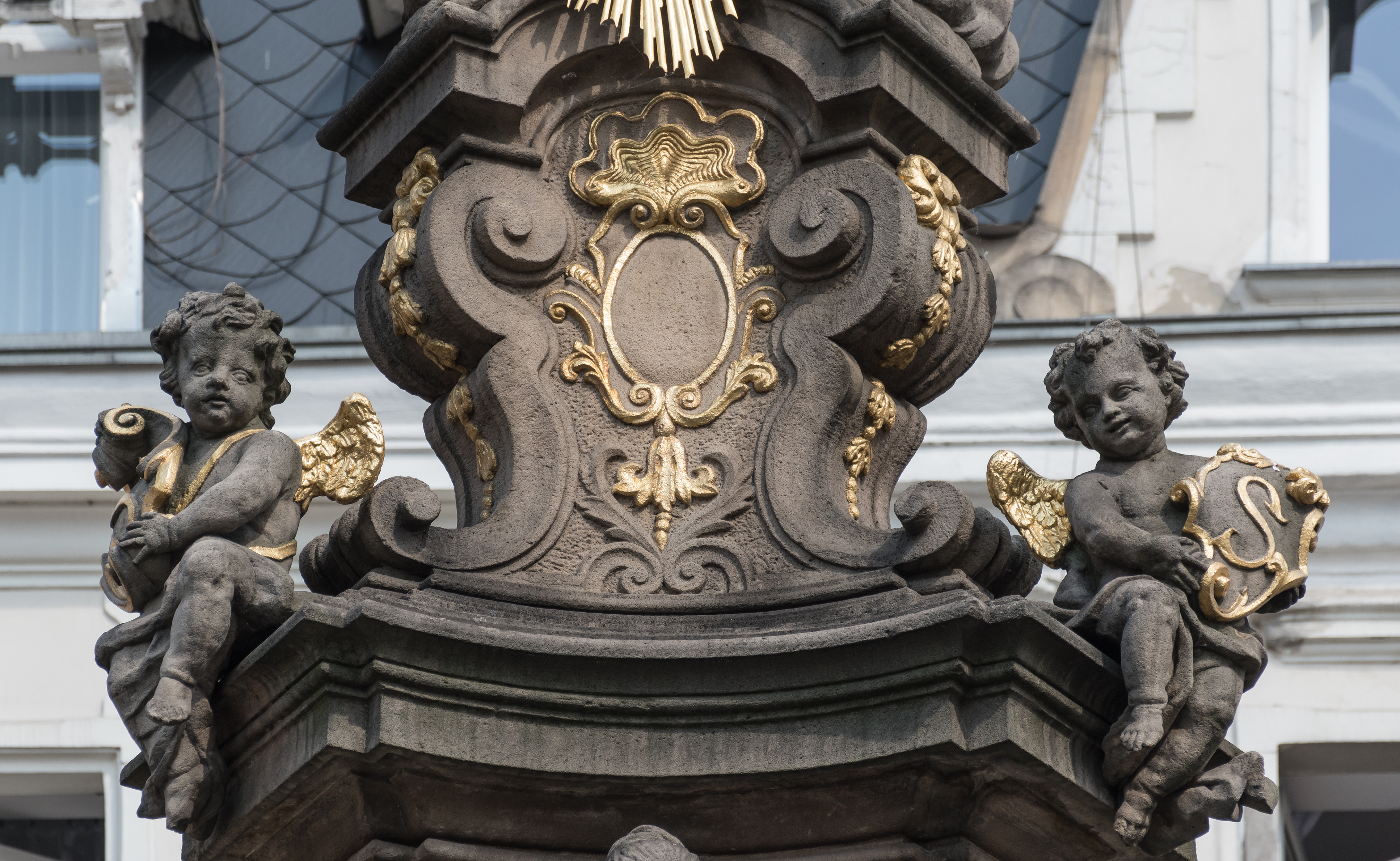
Putta